# Lonchocarpus oxycarpus
Lonchocarpus oxycarpus är en ärtväxtart som beskrevs av Dc. Lonchocarpus oxycarpus ingår i släktet Lonchocarpus och familjen ärtväxter. Inga underarter finns listade i Catalogue of Life.